# Hemiaclis katrinae
Hemiaclis katrinae is een slakkensoort uit de familie van de Eulimidae. De wetenschappelijke naam van de soort is voor het eerst geldig gepubliceerd in 2006 door Engl.